# Eloeophila pluriguttula
Eloeophila pluriguttula är en tvåvingeart som först beskrevs av Alexander 1966.  Eloeophila pluriguttula ingår i släktet Eloeophila och familjen småharkrankar. Inga underarter finns listade i Catalogue of Life.